# Biskup

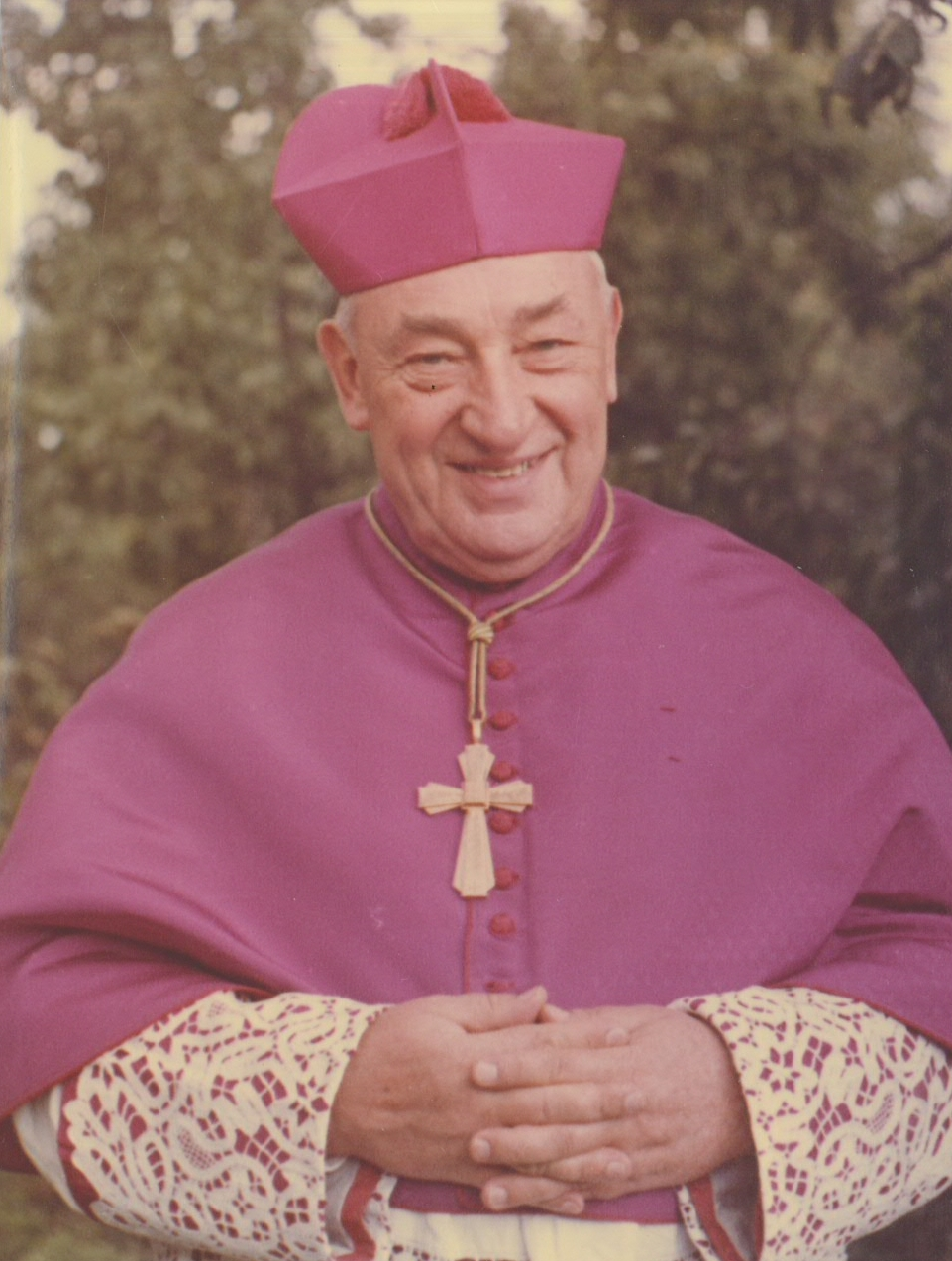
Římskokatolický biskup v chórovém oděvu Štěpán kardinál Trochta (biskup litoměřický)

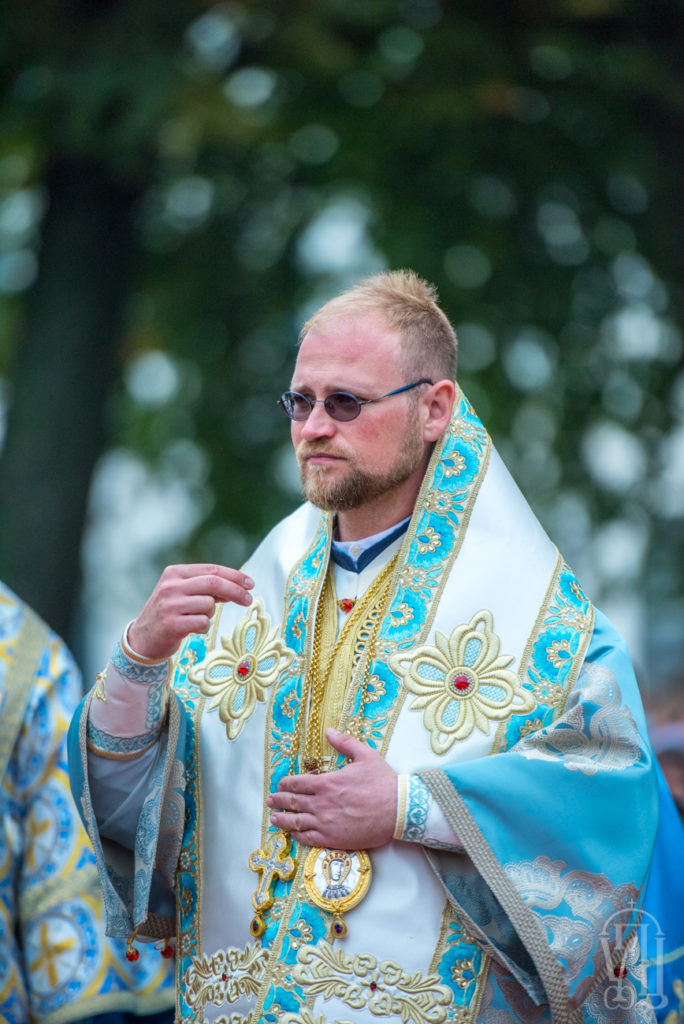
Pravoslavný biskup Juraj (arcibiskup michalovsko-košický)

Biskup (z řeckého έπίσκοπος episkopos dohlížitel, moderátor, ochránce, zodpovědný; z έπι-σκέπτεσθαι episkeptesthai dohlížet) je v katolické církvi nejvyšším představitelem diecéze. Je nástupcem apoštolů (viz apoštolská posloupnost), které ustanovil Ježíš Kristus. V pravoslaví je biskup označován také jako archijerej.

## Poslání biskupa a jeho dějinný vývoj
Pojem biskup v křesťanských církvích označuje různé druhy správců, administrátorů (což může být jeden z dobrých překladů slova). V Novém zákoně apoštolové po nanebevstoupení Ježíše Krista ustanovili další učedníky, aby spravovali jimi založené církevní obce. Ti jsou pak označováni jako biskupové.
Ustanovení těchto biskupů se děje vzkládáním rukou nad ustavovaného a modlitbou. Tato praxe svěcení nových biskupů se dochovala dodnes. Biskup může podobně sám vzkládáním rukou a modlitbou ustanovit jako své spolupracovníky jáhny a kněze (tj. presbytery).
V římskokatolické církvi se původní akt ustanovení biskupa rozdělil na dva: akt jmenování biskupa do určité biskupské funkce (nebo odvolání z ní) je z hlediska dnešní katolické teologie zásadně odlišný od aktu vysvěcení biskupa, tedy trvalého získání nejvyššího stupně kněžského svěcení.

## Volba a jmenování biskupů
Dvanáct apoštolů, od nichž je funkce biskupů odvozována, bylo vybráno jmenovitě Ježíšem. Prvním apoštolem, kterého po Ježíšově ukřižování vybírala komunita jeho následovníků, byl Matěj, a ten byl podle podání Skutků apoštolských vybrán losem (Sk 1,26). O tom, jak byli voleni biskupové v době církevních Otců, se zmiňuje Tradice apoštolů (Traditio apostolica, 197–218). Volby se účastnila celá místní církev (tedy všichni její členové), která vybrala kandidáta a lid jej pak provolal (aklamoval) za svého biskupa.

### V katolické církvi
Postupem času se při výběru biskupa zesiloval vliv státní moci a kléru a oslaboval vliv věřícího lidu. V karolínské epoše (za Karla Velikého) už jmenoval biskupy pouze státní panovník. V 11. století se boj o investituru stal zásadním politickým tématem. Synoda německých biskupů svolaná Jindřichem IV. vypověděla poslušnost Římu, papež Řehoř VII. roku 1075 v prohlášení Dictatus papae vyhlásil nadřazenost papeže nad světskými panovníky a roku 1080 vyhlásil, že biskupové budou voleni duchovenstvem a lidem, pod dohledem papeže. Jindřich IV. poté dobyl Řím, papeže vyhnal a dosadil svého. Císař Jindřich V. a papež Paskal II. v roce 1111 vedli komplikovaná jednání, přičemž nejprve císař svolil s církevní volbou biskupů za podmínky majetkových ústupků církve, od nichž pak papež ustoupil, podruhé císař donutil papeže k uznání státní investitury, avšak papež poté svůj vynucený souhlas odvolal. Wormský konkordát v roce 1122 potvrdil kanonickou volbu biskupů a opatů, avšak císař si vyhradil právo být přítomen u voleb, které pro spory kapituly nebo konventu nebyly rozhodnuty. V té době tedy biskupy ani nevolila celá místní církev, ani je nejmenoval papež či panovník, ale volila je příslušná katedrální kapitula. Později byla kapitulám tato pravomoc odňata a v římskokatolické církvi všechny biskupy jmenuje přímo papež.
Papež byl jako římský biskup až do Třetího lateránského koncilu roku 1179 volen stejně jako ostatní biskupové. V prvních stoletích jej volila a aklamovala celá římská církevní obec, přičemž některé papeže doporučil jejich předchůdce. Zhruba od poloviny 6. století do poloviny 8. století již volil římského biskupa jen klérus, teprve po schválení konstantinopolským císařem byl zvolený kandidát vysvěcen na římského biskupa. Lateránská synoda roku 769 pod vlivem nepokojů po smrti papeže stanovila, že papežem může být zvolen jen kardinál, avšak volit mohl i nadále římský klérus, šlechtici, senát i lid. Na lateránské synodě roku 1059 bylo stanoveno, že kardinálové-biskupové učinili předběžné rozhodnutí, poté se vyjádřili ostatní kardinálové a nakonec vyjádřili svůj souhlas ostatní církevní hodnostáři a lid. Výhradně kardinálové volí papeže od Třetího lateránského koncilu roku 1179. Od 12. století také začali být kardinály jmenováni i biskupové z míst mimo Řím. Povinné konkláve při volbě papeže zavedl Řehoř X. na Druhém lyonském koncilu roku 1274. Až svatý Pius X. na začátku 20. století zrušil právo veta, které do té doby mohl k volbě uplatnit kterýkoliv panovník evropské monarchie. Ještě do druhé poloviny 20. století existovaly tři způsoby, jak mohl být v konkláve papež určen (aklamací, volbou v zastoupení vybranými kardinály, přímou tajnou volbou celého konkláve), dvě z možností však papež zrušil. Papežská funkce je v současné době v římskokatolické církvi už jedinou, poslední biskupskou funkcí, do níž je kandidát volen.
Ostatní katoličtí biskupové (tj. biskupové východních katolických církví) jsou buď voleni (jde-li o biskupy na vlastním území patriarchální či vyšší arcibiskupské církve) – papež zde má jen malou roli při výběru a obsazování biskupských stolců – anebo jsou jmenováni papežem stejně jako římskokatoličtí biskupové.

### Pravoslaví
V Pravoslaví je biskup volen eparchiálním shromážděním, čímž se nejvíce blíží starokřesťanské praxi.

### Protestantské církve
Také v protestantských církvích si vesměs výběr biskupa více či méně zachovává původní demokratický ráz, samozřejmě stejně jako u římskokatolické církve s odvoláním na pomoc Ducha svatého. Například ve Slezské církvi evangelické augsburského vyznání volí biskupa synod. V Církvi československé husitské volí biskupa zástupci náboženských obcí příslušné diecéze.

## Biskupský úřad v různých církvích
Váha a náplň tohoto úřadu se mezi jednotlivými církvemi liší, obecně lze říci, že vyšší je u těch církví, které si zachovaly tzv. apoštolskou posloupnost: (katolická církev, pravoslavné církve, anglikánská církev a další), kde se biskupské hodnosti většinou dosahuje svěcením a jde zde o hodnost doživotní.
Naproti tomu u většiny protestantských denominací jsou biskupové voleni a jejich pravomoci bývají zpravidla menší.

### Katolický biskup

Obecné schéma znaku příslušícího biskupovi katolické církve. Arcibiskupský znak má o jednu řadu třásní více a kříž je dvojitý. Je-li (arci)biskup zároveň kardinálem, je klobouk červený a má ještě o řadu třásní více než arcibiskup.

Podle katolické věrouky je episkopát nejvyšším stupněm svátosti svěcení. Přestože k platnosti biskupského svěcení stačí jediný biskup světitel (konsekrátor), podle kanonického práva mají spolusvětit alespoň dva další biskupové, a doporučuje se, aby spolusvětili všichni přítomní biskupové.
Původním úkolem biskupa je správa místní církve. Má spravovat diecézi (eparchii, popř. jinou územní jurisdikci), což se týká především liturgie a vyučování ve víře. K tomu mu pomáhají kněží a jáhni. Dnes biskupové plní i další úkoly, ať už jde o pomocné biskupy, nebo o práci v římské kurii či v diplomatických službách Svatého stolce. Ovšem symbolickým znakem původního úkolu biskupské služby je to, že všichni nesídelní biskupové obdrží titul některé titulární diecéze.
V římskokatolické církvi biskupa jmenuje papež, ovšem někdy do volby biskupa mluví i další. Někdy může jít o tradiční výsadu místní církve (např. katedrální kapitula diecéze Chur), jindy může jít o vládu daného území (obzvlášť v diktaturách, např. jmenování Josefa Vrany a 3 slovenských kněží biskupy v roce 1973, ovšem Josef Vrana nikdy nenabyl důvěry Vatikánu a nestal se sídelním biskupem). Podmínkami pro jmenování biskupem, kromě pevné víry, dobrých mravů, zbožnosti, dobré pověsti apod., je věk alespoň 35 let, aspoň 5 let výkonu kněžské funkce a hodnost doktora nebo licenciátu v Písmu svatém, teologii nebo kanonickém právu (příp. být v těchto oborech alespoň zkušeným odborníkem). Překážkou k biskupskému svěcení je také manželství (na rozdíl od kněžského svěcení bez výjimek).
Ve východních katolických církvích je situace různá a někdy má Vatikán daleko menší možnost zasahovat do jmenování biskupů (biskupové na vlastním území patriarchálních církví jsou voleni, ovšem biskupem nesmí být vysvěcen nikdo, koho neschválil Vatikán).

### Další označení biskupů v římskokatolické církvi
V praxi se lze setkat s dalším konkrétnějším určením jednotlivých biskupů, které tvoří buď čestné označení daného biskupa anebo jeho označení v rámci kanonického práva.
- Arcibiskup – biskup v historicky významné diecézi – arcidiecézi. Tento titul je často spojen s titulem metropolity – představitele příslušné církevní provincie.
- Kníže-biskup je historický titul některých biskupů (zejména na území Svaté říše římské), kteří vedle svého biskupského úřadu zastávali zároveň úřad hlavy některého knížectví.
- Diecézní biskup je biskup spravující konkrétní existující diecézi. Rozlišujeme sídelního biskupa u diecézí příslušejících k nějaké církevní provincii a vyňatého biskupa u diecézí spadajících přímo pod apoštolský stolec. Titulární biskup je biskup příslušící již neexistující (zaniklé diecézi), který je obvykle pověřen zvláštními úkoly v rámci církve (typickým příkladem jsou nunciové).
- Pomocný biskup, též světící či auxiliární biskup je biskup, který vypomáhá ve správě diecéze sídelnímu biskupovi v záležitostech, které jsou vyhrazeny biskupům; zůstává podřízen sídelnímu biskupovi.
  - Biskup-koadjutor, též biskup spolusprávce, je biskup, který bývá jmenován jako spolusprávce diecéze k dlouhodoběji nemocnému či přestárlému biskupovi. Po úmrtí sídelního biskupa se stává automaticky jeho nástupcem.
- Sufragánní biskup je sídelní biskup diecéze náležející k církevní provincii, který je podřízen metropolitovi.
- Papež je biskup církve města Říma.

### Pravoslavný biskup
Také v pravoslavné církvi se vyskytuje úřad biskupa (resp. episkopa), u něhož je možné setkat se také s označením archijerej. Biskupský titul je pak spojen s oslovením Jeho Přeosvícenost, případně Jeho Vysokopřeosvícenost. V roce 2007 byl na Slovensku zvolen výjimečně mladý biskup – 28letý Čech, Jeho Přeosvícenost Jiří Stránský, jako arcibiskup michalovsko-košické eparchie.

#### Abecední encyklopedie náboženství on-line (česky)
- episkopát https://web.archive.org/web/20041208130243/http://kna.cz/encyklopedie.php?id_select=258
- biskup http://www.iencyklopedie.cz/biskup/
- svěcení https://web.archive.org/web/20041115205631/http://www.kna.cz/encyklopedie.php?id_select=1067
- ordinace https://web.archive.org/web/20041128173937/http://www.kna.cz/encyklopedie.php?id_select=711

#### Merriam-Webster Online Dictionary (anglicky)
- bishop https://web.archive.org/web/20070929115918/http://www.m-w.com/cgi-bin/dictionary?book=Dictionary&va=bishop&x=12&y=10

Co říká Tomáš Akvinský o heslu biskup: → Seznam základních teologických a filozofických pojmů